# GSC2904-426
GSC2904-426 — хімічно пекулярна зоря спектрального класу A2, що має видиму зоряну величину в смузі V приблизно 11,5.